# 圣马塞尔 (阿登省)
圣马塞尔（法語：Saint-Marcel，法語發音：[sɛ̃ maʁsɛl] ⓘ）是法国阿登省的一个市镇，属于沙勒维尔-梅济耶尔区。

## 地理
圣马塞尔（49°45'46"N, 4°34'24"E）面积10.84 平方千米，位于法国大東部大區阿登省，该省份为法国北部内陆省份，西接埃纳省，南至马恩省，东临默兹省，北与比利时接壤。
与圣马塞尔接壤的市镇（或旧市镇、城区）包括：克拉维瓦尔比、昂莱穆瓦讷、欧德勒西、讷夫迈松、讷维尔莱蒂、勒米伊莱波泰、叙里。

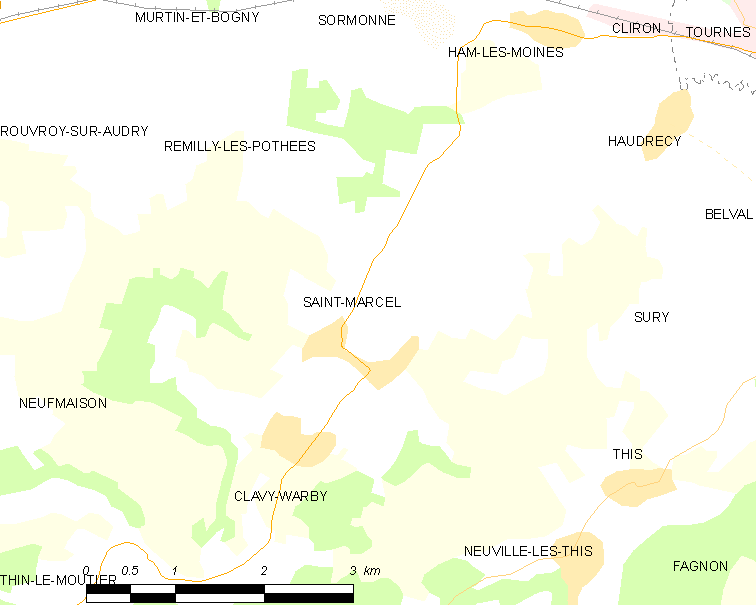
的OSM定位图

圣马塞尔的时区为UTC+01:00、UTC+02:00（夏令时）。

## 行政
圣马塞尔的邮政编码为08460，INSEE市镇编码为08389。

## 政治
圣马塞尔所属的省级选区为罗克鲁瓦县。

## 人口

1962-2008年间人口变化图示

圣马塞尔于2022年1月1日时的人口数量为320人。